# Zbór Kościoła Adwentystów Dnia Siódmego w Świebodzinie
Zbór Kościoła Adwentystów Dnia Siódmego w Świebodzinie – zbór adwentystyczny w Świebodzinie, należący do okręgu wielkopolskiego diecezji zachodniej Kościoła Adwentystów Dnia Siódmego w RP.
Pastorem zboru jest Piotr Bylina, natomiast starszym – Piotr Szustakowski Nabożeństwa odbywają się w kaplicy na pl. Jana Pawła II 20a każdej soboty o godz. 9.30.